# Миодраг Максимовић
Миодраг Максимовић (Грачаница, 7. април 1962) српски је предузетник и политичар. 

## Биографија
Миодраг Максимовић "Макса" рођен је 07.04.1962. године у Грачаници од оца Стојана и мајке Светлане (рођ. Маринковић).
Основну школу "Момчило Поповић" завршио је у Грачаници. Средњу пољопривредну школу је завршио у Приштини, где је највеће интересовање показао за пољопривредне машине. Дипломирао је на Пољопривредном факултету Универзитета у Приштини и стекао звање дипломираног инжењера пољопривреде.
Као млади омладински активиста Савеза социјалистичке омладине Југославије (ССОЈ) показао је изузетне резултате на пољу друштвених активности. Прешао је пут од редовног члана до председника ССО Грачанице. При Дому културе у Грачаници се прикључио музичкој групи "Синкопе" на челу са професором Новицом Арсићем и ближим рођаком Славком Максимовићем, прихвативши се свирања гитаре на концертима и игранкама на целој територији Косова и Метохије. 
На месту директора Омладинско студентске задруге у Приштини је провео 25 година, поаказавши се као изузетан рукоодилац, омиљен у колективу од двадесет радника. Ужа специјалност задруге била је укоричавање дипломских, магистарских  и радова докторских студија. Задруга је поседовала своју штампарију и књиговезницу мањег обима, где су заједно радили Срби и Албанци. Кроз руковођење стекао је велики број пријатеља, поштовалаца из свих области а назјначајније је да се организацијом бавио као хуманиста - помагао је како болесној деци, тако и одраслима. Био је члан управног одбора и шеф изборног штаба за избор савезног посланика, Грачаничанина Томислава Секулића. У време док је обављао дужност директора Омладинско-студентске задруге Приштина био је и председник Фудбалског клуба Грачаница. 
Након одласка са Косова и Метохије 1999. године прешао је у Републички хидрометеoролошки завод на место директора противградне заштите. И ту је показао велике резултате и успео да се својим радом заложи да се отвори метеоролошка станица у Грачаници, где су била запослена три радника.
Након тога је прешао у Финдоместик банку на место директора за сарадњу са становништвом, где је провео пет година и где се показао као успешни банкарски службеник.
У међувремену је постао и Народни посланик у Скупштини Републике Србије. Тренутно је економски саветник у Канцеларији за Косово и Метохију где доприноси економском развоју становништва које живи на просторима Косова и Метохије.
За своје резултате много је пута похваљиван и награђиван.
Ожењен је Љиљаном, са којом има троје деце која су факултетски образована.